# براد شوماخر
براد شوماخر (به انگلیسی: Brad Schumacher) (زادهٔ ۶ مارس ۱۹۷۴) شناگر اهل ایالات متحده آمریکا است.